# Obiect mic din Sistemul Solar

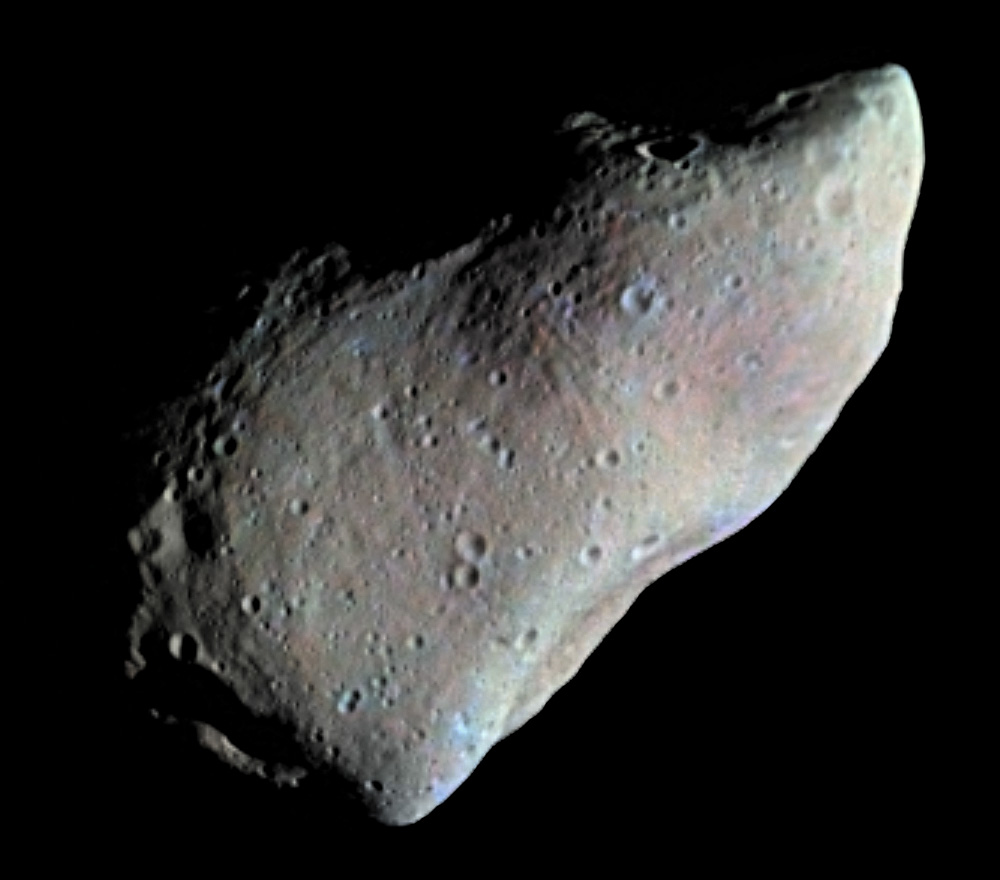
951 Gaspra, un obiect mic din Sistemul Solar din centura de asteroizi, măsurând aproape 18 km în lungime (fotografiată de către sonda Galileo)

Un obiect mic din Sistemul Solar (în engleză: Small Solar System body, iar abreviat, în engleză, SSSB) este un obiect ceresc din Sistemul Solar care nu este nici planetă, nici planetă pitică, nici satelit natural. Termenul a fost pentru prima dată definit în 2006 de către Uniunea Astronomică Internațională.

## Definiție

Distribuția obiectelor centaurii și a obiectelor trans-neptuniene.

În prezent nu este clar dacă o limită de dimensiune mai mică va fi stabilită ca parte a definiției micilor obiecte ale Sistemului Solar în viitor sau dacă va cuprinde tot materialul până la nivelul meteoroizilor, cele mai mici corpuri macroscopice în orbită în jurul Soarelui. (La nivel microscopic există obiecte și mai mici, cum ar fi praful interplanetar, particule de vânt solar și particule libere de hidrogen.)
Cu excepția celor mai mari, care se află în echilibru hidrostatic, sateliții naturali diferă de corpurile mici ale Sistemului Solar, nu prin dimensiuni, ci prin orbitele lor. Orbitele sateliților naturali nu sunt centrate pe Soare, ci în jurul altor obiecte ale Sistemului Solar, cum sunt planetele, planetele pitice și alte corpuri mici ale Sistemului Solar.
Cele mai multe orbite ale corpurilor mici din Sistemului Solar sunt situate în două zone distincte, și anume centura de asteroizi și centura Kuiper. Aceste două centuri posedă o structură internă legată de perturbații datorate planetelor majore (în special Jupiter și respectiv Neptun) și au limite destul de slab definite. Alte zone ale Sistemului Solar cuprind și corpuri mici în concentrații mai mici. Acestea includ asteroizii apropiați de Pământ, centaurii, cometele și obiectele discului împrăștiat.

## Vezi și
- Planetă
- Planetă pitică
- Asteroid
- Cometă